# Peponium leucanthum
Peponium leucanthum är en gurkväxtart som först beskrevs av Ernest Friedrich Gilg, och fick sitt nu gällande namn av Célestin Alfred Cogniaux. Peponium leucanthum ingår i släktet Peponium och familjen gurkväxter. Inga underarter finns listade i Catalogue of Life.